# Сен-Бозели
Сен-Бозели́ (фр. Saint-Beauzély, окс. Sent Bausèli) — коммуна во Франции, находится в регионе Окситания. Департамент — Аверон. Административный центр кантона Сен-Бозели. Округ коммуны — Мийо.
Код INSEE коммуны — 12213.
Коммуна расположена приблизительно в 530 км к югу от Парижа, в 140 км северо-восточнее Тулузы, в 37 км к юго-востоку от Родеза.

## Население
| Год  | Численность | Численность |
| ---- | ----------- | ----------- |
| 1968 | 439         | [ 8 ]       |
| 1975 | 408         | [ 8 ]       |
| 1982 | 422         | [ 8 ]       |
| 1990 | 487         | [ 8 ]       |
| 1999 | 525         | [ 8 ]       |
| 2006 | 514         | [ 8 ]       |
| 2011 | 541         | [ 8 ]       |
| 2013 | 556         |             |
| 2015 | 573         | [ 9 ]       |
| 2016 | 599         | [ 10 ]      |
| 2017 | 596         | [ 11 ]      |
| 2018 | 605         | [ 12 ]      |
| 2019 | 616         | [ 13 ]      |
| 2020 | 624         | [ 14 ]      |
| 2021 | 599         | [ 15 ]      |
| 2022 | 575         | [ 4 ]       |

## Экономика
В 2007 году среди 325 человек в трудоспособном возрасте (15—64 лет) 254 были экономически активными, 71 — неактивными (показатель активности — 78,2 %, в 1999 году было 69,8 %). Из 254 активных работали 236 человек (138 мужчин и 98 женщин), безработных было 18 (11 мужчин и 7 женщин). Среди 71 неактивных 15 человек были учениками или студентами, 30 — пенсионерами, 26 были неактивными по другим причинам.

## Достопримечательности
- Замок Сен-Бозели (XVII век), ныне музей искусства и народных традиций. Памятник истории с 1998 года[17]
- Церковь Сен-Жак[фр.] (XI—XII века). Памятник истории с 1995 года[18]
- Древнее святилище Басьоль (I—IV века). Памятник истории с 1992 года[19]
- Бывший монастырь Комберумаль[фр.] (XII век). Памятник истории с 1929 года[20]

## Галерея

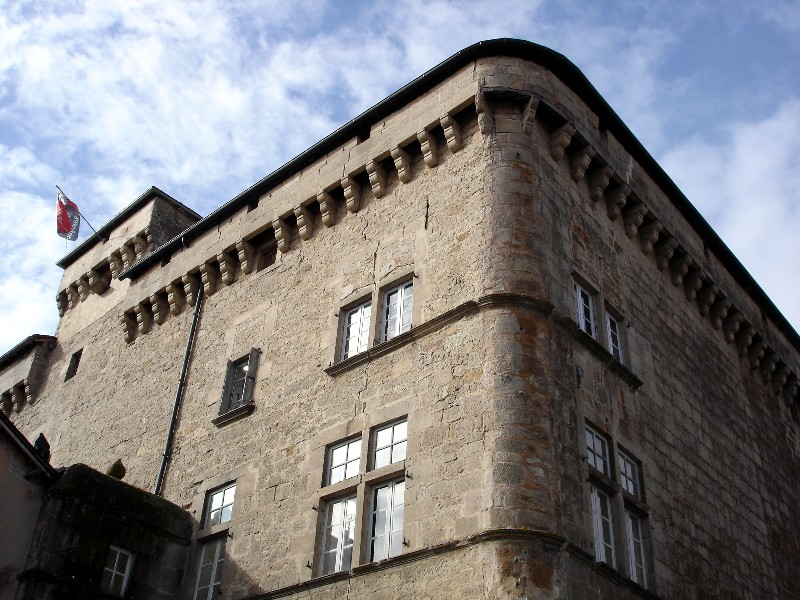
Замок Сен-Бозели
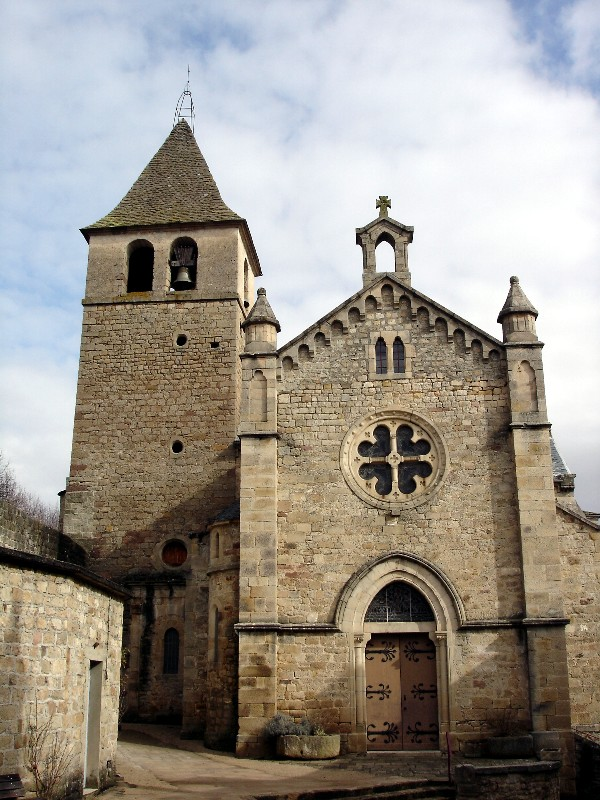
Церковь
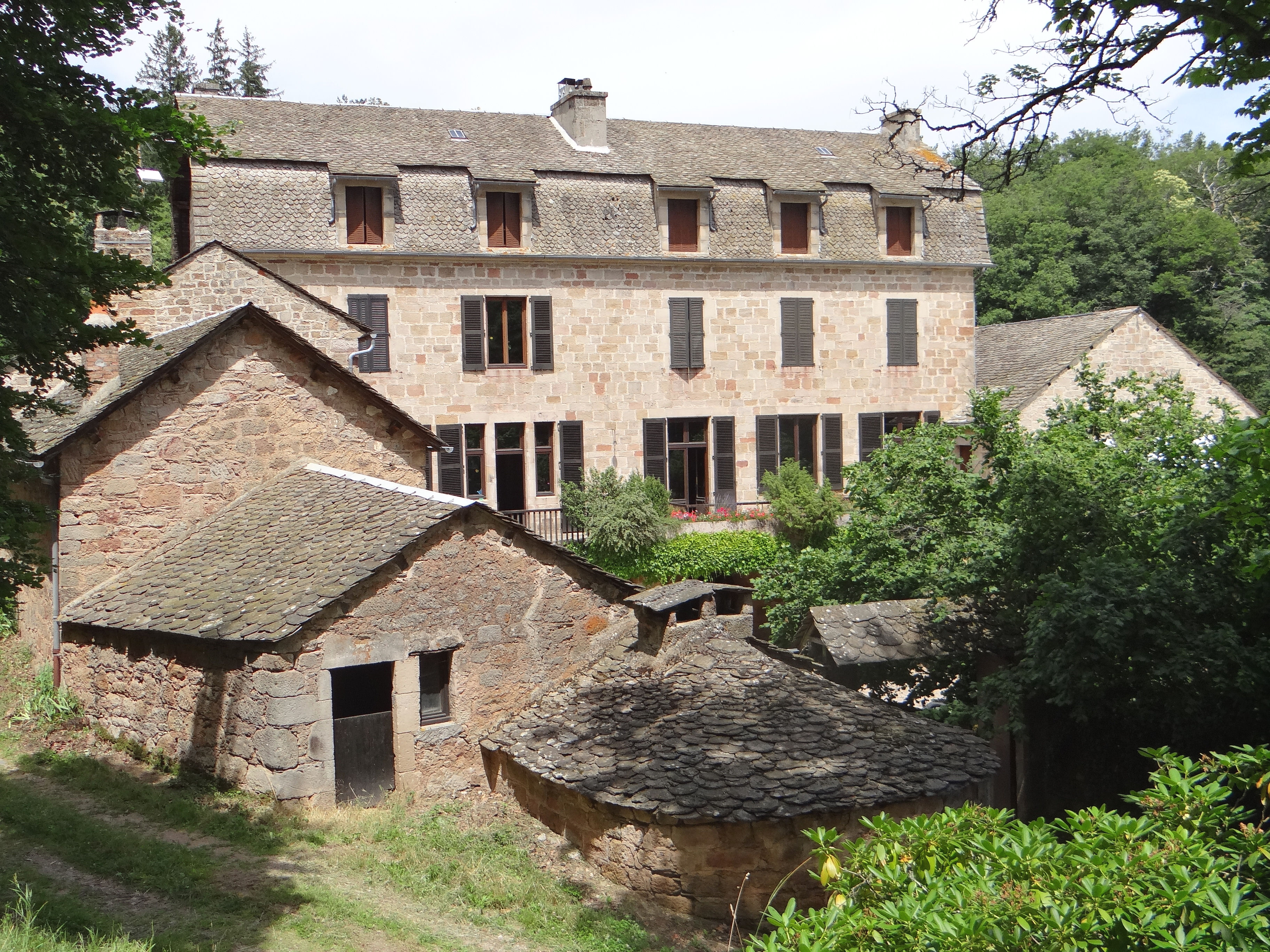
Монастырь Комберумаль